# Vladimir Georgievič Geptner
Vladimir Georgievič Geptner (in russo Владимир Георгиевич Гептнер?; Mosca, 22 giugno 1901, 9 luglio del calendario giuliano – Mosca, 5 agosto 1975) citato anche come Vladimir Georgievič Heptner nella letteratura scientifica internazionale, è stato uno zoologo sovietico.
La sua ricerca si è concentrata sulla fauna vertebrata, in particolare sui mammiferi dell'Asia centrale.

## Biografia
Geptner era figlio di Georg-Julius Andreevič Geptner e Valerija-Cezilija Augustinovna, nata Kovalevskaja. Suo padre, prima della Rivoluzione d'ottobre, era amministratore e contabile della chiesa luterana riformata di Mosca. Sua madre era una luterana di origini tedesco-polacche proveniente da Krotoszyn presso Poznań. I genitori si sposarono nel 1896 e la famiglia ebbe cinque figli.
Geptner frequentò dal 1909 al 1919 il ginnasio riformato, per poi iscriversi al dipartimento di scienze naturali della Facoltà di Fisica e Matematica dell'Università Statale di Mosca, dove si laureò nel 1922. Nello stesso anno partecipò a corsi di formazione sulla caccia. Nel 1924 pubblicò il suo primo articolo scientifico sul tema della conservazione della natura.
Dopo la laurea, iniziò nel 1925 un dottorato di ricerca con i rinomati zoologi Sergej Ivanovič Ognjov e Grigorij Aleksandrovič Koševnikov. Nel 1929 divenne professore assistente e nello stesso anno curatore della collezione di mammiferi del Museo Zoologico dell'Università Statale di Mosca. Dal 1932 al 1950 fu direttore del Dipartimento Mammiferi dello stesso museo, mantenendo successivamente un ruolo di consulente scientifico.
Il 16 febbraio 1933 Geptner fu arrestato e condannato il 22 marzo, secondo l'articolo 58.11 del Codice penale della RSFSR, a tre anni di reclusione per presunta partecipazione a un'organizzazione clandestina antisovietica. Scontò la pena nei campi di Mariinsk, Novosibirsk e Siblag, ma fu rilasciato anticipatamente il 9 luglio 1933 a seguito di una revisione del caso. Nel 1934 ottenne il titolo di professore ordinario e nel 1936 pubblicò il libro di testo Zoogeografija (Зоогеография), divenuto un'opera di riferimento sull'argomento.
Nel 1938 divenne vicepresidente della sezione per la protezione dei mammiferi della Società Russa per la Conservazione della Natura, e presidente della stessa nel 1943. Fu inoltre vicepresidente della Società Teriologica dell'URSS dalla sua fondazione nel 1974. Geptner fu membro di numerose società internazionali, tra cui l'American Society of Mammalogists, la Società degli Amici Naturalisti di Berlino, la Società Tedesca per la Mammalogia, la Česká zoologická společnost, la Società Europea per la Protezione dei Mammiferi, la IUCN, la Società dei Naturalisti di Mosca e la Società geografica russa.
I principali lavori scientifici di Geptner trattano sistematica, morfologia, evoluzione, comportamento e importanza agricola dei mammiferi. Nel 1968 collaborò al quarto volume dei mammiferi dell'enciclopedia Vita degli animali di Grzimek. La sua opera più significativa è Mlekopitajuśśie Sovetskogo Sojuza («Mammiferi dell'Unione Sovietica»), di cui il primo volume su perissodattili e artiodattili venne pubblicato nel 1961 dalla casa editrice Visšaja Škola. Seguirono nel 1967 il volume II (parte 1) su sirenidi e carnivori (lupi, orsi, mustelidi e altri) e nel 1972 il volume II (parte 2) su iene e felini. Nel 1976 uscì il volume II (parte 3) su pinnipedi e odontoceti. Problemi tecnici impedirono la pubblicazione sui misticeti prima della sua morte, e il manoscritto fu pubblicato postumo da Vladimir Evgen'evič Sokolov e Vladimir Solomonovič Arsen'ev. Alcuni suoi libri furono tradotti anche in tedesco, tra cui Die Säugetiere in der Schutzwaldzone: geographische Verbreitung, Lebensweise und wirtschaftliche Bedeutung (1956) e Der Elch (Alces alces L.) (1967).
Geptner descrisse circa 70 nuovi taxa (specie e sottospecie), con particolare interesse per i merioni.
Suo figlio, Michail Vladimirovič Geptner (1940-2002), fu biologo marino.

## Dediche tassonomiche
A Geptner sono dedicati circa 20 taxa, tra cui Salpingotus heptneri, Meles meles heptneri, Mustela nivalis heptneri, Capra falconeri heptneri, Pterocheilus heptneri e Neotrombicula heptneri.